# Taschengeld für Kinder und Jugendliche
Das Taschengeld für Kinder und Jugendliche ist ein regelmäßiger Geldbetrag zur persönlichen Verfügung eines Kindes, Jugendlichen oder Heranwachsenden. Es dient der Erfüllung individueller Wünsche und hat den allgemeinpädagogischen Zweck, junge Menschen mit dem selbstständigen Umgang mit Geld vertraut zu machen.

## Deutschland

### Zahlung und Höhe
Die Höhe des durch Eltern gezahlten Taschengelds ist nicht gesetzlich festgelegt; Kinder und Jugendliche haben keinen Rechtsanspruch auf Taschengeld. Die Höhe ist eine Entscheidung der Eltern und gegebenenfalls Verhandlungssache innerhalb der Familie.
Das Familienhandbuch des Staatsinstituts für Frühpädagogik und andere private oder gemeinnützige Initiativen legen inzwischen Vorschläge für die Art und die Höhe des Taschengeldbezugs vor. Kosten für Kleidung, Schulbedarf und Schulfahrten werden oft unabhängig vom Taschengeld durch die Eltern finanziert. Auch weitere Dienstleistungen wie etwa die Mithilfe im Haushalt können zusätzlich belohnt werden.

### Taschengeld bei getrennt lebenden Eltern
Taschengeld ist ein Teil der Kosten der Erziehung nach § 1610 BGB: die Einträge der Düsseldorfer Tabelle „berücksichtigen die durchschnittlichen Lebenshaltungskosten eines minderjährigen Kindes, das bei einem Elternteil lebt. Enthalten sind also die Kosten für Wohnung, Nahrung, Krankenvorsorge, Ferien und Freizeit, Pflege musischer und sportlicher Interessen sowie das Taschengeld“.

### Taschengeld für Minderjährige im Betreuten Wohnen
Jungen Menschen, die in Jugendhilfe fremduntergebracht sind, wird nach § 39 SGB VIII „ein angemessener Barbetrag zur persönlichen Verfügung“ gewährt. Landes-Verwaltungsschriften enthalten Tabellen, die für diesen Fall die Höhe des Taschengelds regeln.

### Vertragswirksamkeit
In Deutschland ist durch den Taschengeldparagraphen (§ 110 BGB) festgelegt, dass Verträge, die Kinder und Jugendliche im Umfang des ihnen zur freien Verfügung gestellten Geldes abschließen, rechtswirksam sind. Der Taschengeldparagraph beruht auf § 106 BGB, demzufolge Kinder und Jugendliche von 7 bis unter 18 Jahren nur eingeschränkt geschäftsfähig sind.